# Anna Białowolska
Anna Białowolska (ur. 18 kwietnia 1938, zm. 29 września 2014 w Warszawie) – polska geolożka specjalizująca się w geochemii, doktor habilitowany, profesor nadzwyczajny Uniwersytetu Warszawskiego.

## Życiorys
Córka Stanisława i Marianny. Była profesorką w Instytucie Geochemii, Mineralogii i Petrologii Wydziału Geologii UW i kierowniczką Zakładu Geochemii. Zajmowała się badaniami nad geochemią skał maficznych i występujących w nich enklaw płaszczowych.
6 października 2014 została pochowana na cmentarzu ewangelicko-augsburskim w Warszawie (aleja 67, grób 136).